# Paramount chief
Een paramount chief (nada in het Gurunɛ) is een chief, het hoofd van een dorp of gebied, die hoger in hiërarchie staat dan andere chiefs. De chief heeft vaak een politiek-bestuurlijke en rechtsprekende functie. Bovendien is hij degene die andere, ondergeschikte, chiefs in zijn regio aanstelt.